# 辛提人和罗姆人纪念碑
52°31′02″N 13°22′34″E / 52.51722°N 13.37611°E

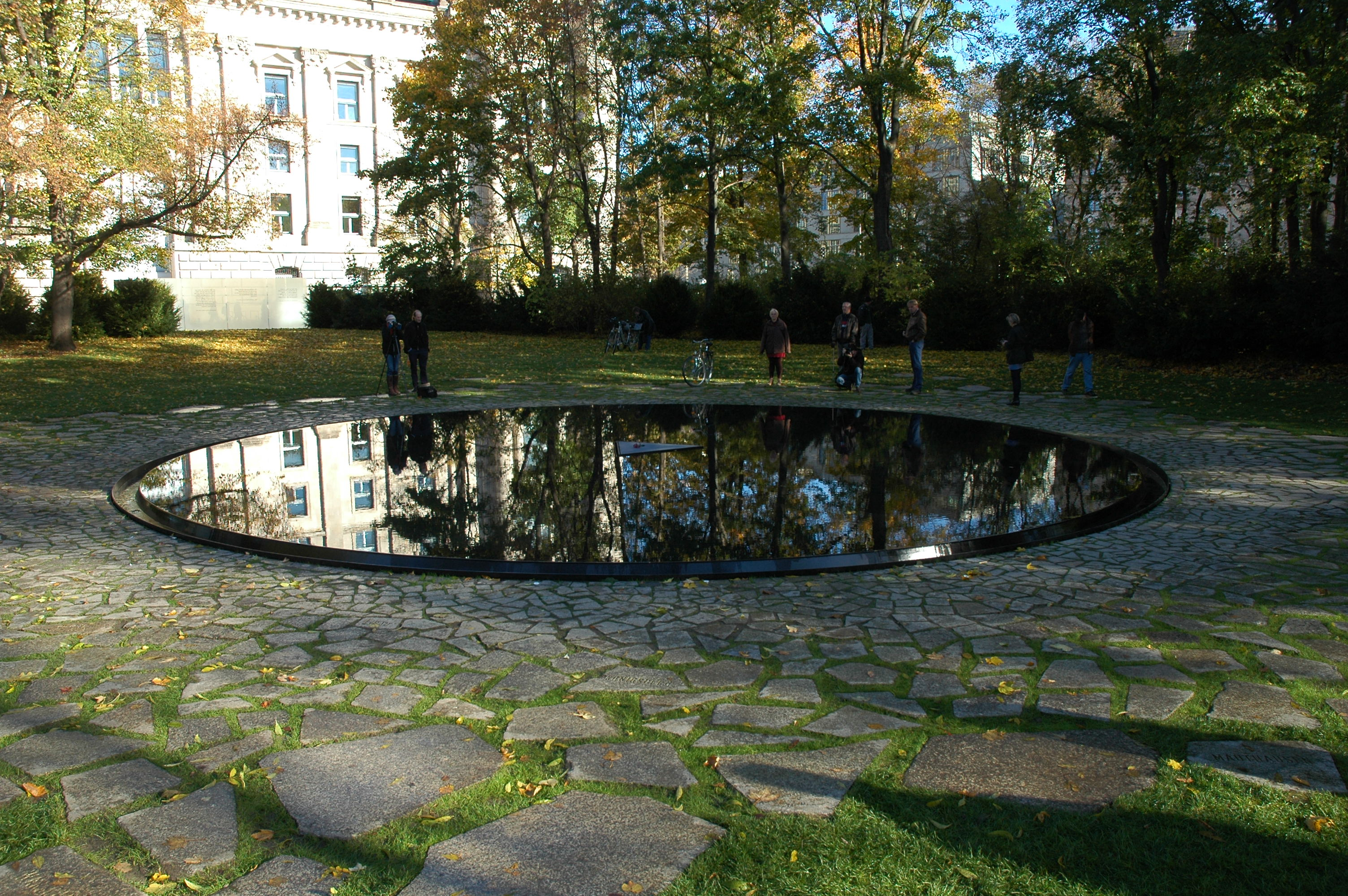
2012年10月揭幕仪式结束后的纪念地。

辛提人和罗姆人纪念碑，全称纳粹时期欧洲被害辛提人和罗姆人纪念碑（德語：Das Denkmal für die im Nationalsozialismus ermordeten Sinti und Roma Europas），是位于德国首都柏林的一个纪念地，紧邻德国国会大厦南侧。纪念碑的设立，是为了纪念纳粹德国试图消灭当时在欧洲被称为“茨冈人”的辛提人和罗姆人的一场种族灭绝运动。纪念碑的名称“辛提人和罗姆人”不能随意更替为“吉普赛人”，因为“Sinti und Roma”是1980年代确定的非歧视性的种族称呼，以替代此前由外族强加的“吉普赛人（Gypsy）”、“茨冈人（Zigeuner）”等其他带有歧视含义的称呼。
纪念碑由以色列雕塑家丹尼·卡拉凡设计。2012年10月24日，纪念碑在时任联邦总理默克尔、总统高克的见证下揭幕。因其被定性为“德国具有国内和国际意义的纪念地”，纪念碑由联邦基金斥资建造，共花费约280万欧元。

## 位置和建筑

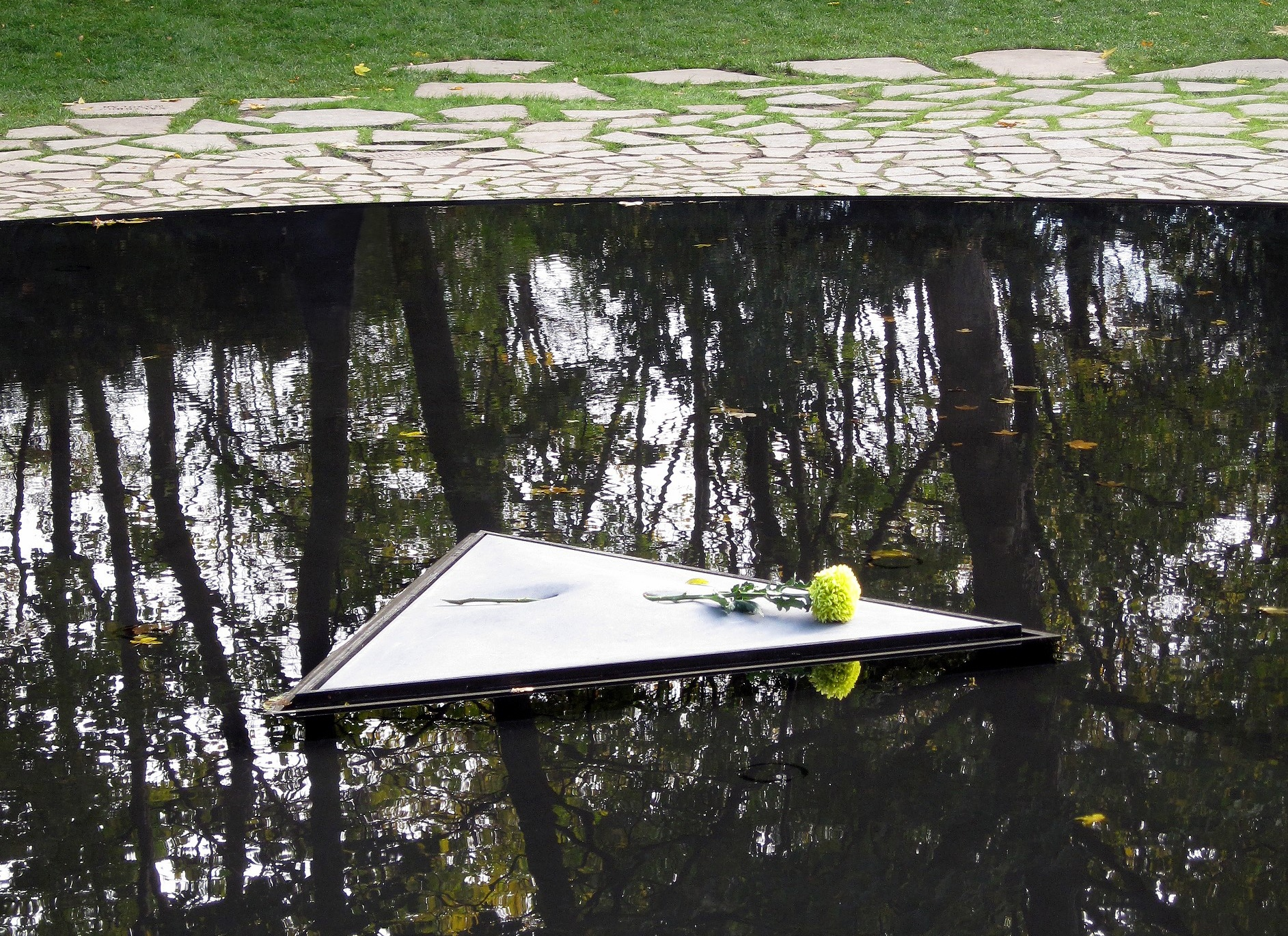
纪念碑中央的三角形石座。

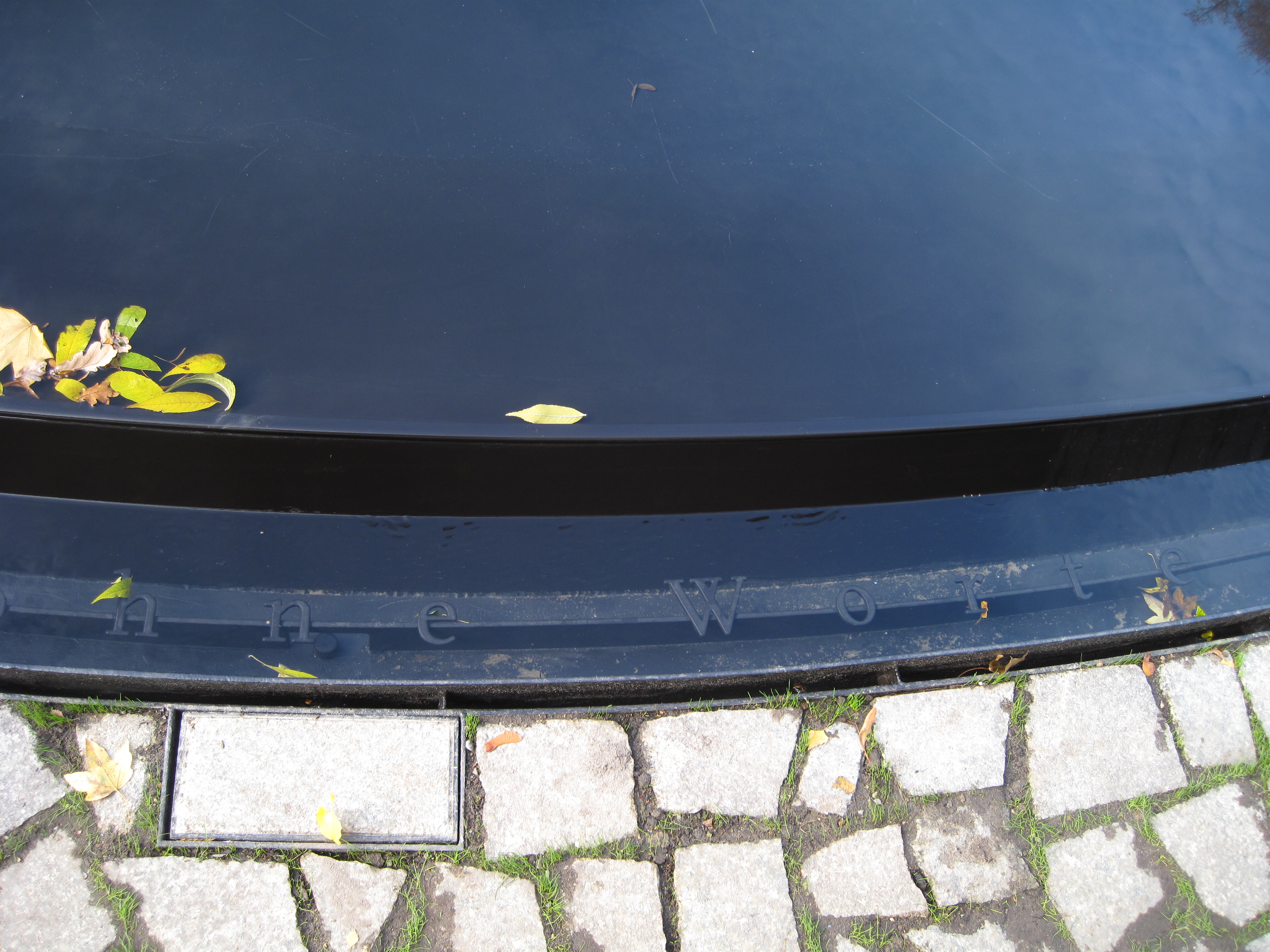
圆形水池边缘的细节，“ohne Worte”。

辛提人和罗姆人纪念碑位于柏林蒂尔加滕区沙伊特曼街和西姆松小路（Simsonweg）之间，离勃兰登堡门仅百余米，和德国国会大厦隔街相望。建筑用地经由柏林州批准，并于2001年最终确定。
纪念碑的设计者是以色列艺术家丹尼·卡拉凡。他设计了一个正圆形的水池（德语称“源泉（Brunnen）”），水池的底色是“深不见底（endlos tief）”的黑色。水池的中央，是一个正三角形的石座，使人想起二战时纳粹集中营里犯人佩戴的肩章。石座上常年摆放着一支鲜花。每当鲜花凋零，石座便沉入底下，之后带着一支新的鲜花重新升起，象征着生命、悲伤和记忆。卡拉凡说，深底色的水池如同镜子一般，能让参观者面对这个以回忆纳粹黑暗历史为主题的地方，想到的并不是无休止的争斗，而是深刻的反思。围绕在圆池周围的信息墙上，刻着“辛提人和罗姆人种族谋杀史（Chronologie des Völkermordes an den Sinti und Roma）”。圆水池的边缘，用英语、德语和罗姆语刻着意大利罗姆人桑蒂诺·斯皮内利（笔名Alexian）的诗《奥斯维辛（Auschwitz）》：
| 德文 | 中译                                                                        |
| --- | --------------------------------------------------------------------------- |
| Eingefallenes Gesicht erloschene Augen kalte Lippen Stille ein zerrissenes Herz ohne Atem ohne Worte keine Tränen | 深陷的面庞 凝滞的目光 冰冷的嘴唇 死寂 一颗破碎的心 没有呼吸 没有言语 没有泪 |

此外，纪念碑旁的音箱中还播放着罗密欧·弗朗茨创作的旋律“Mare Manuschenge”。

## 建造前的争论

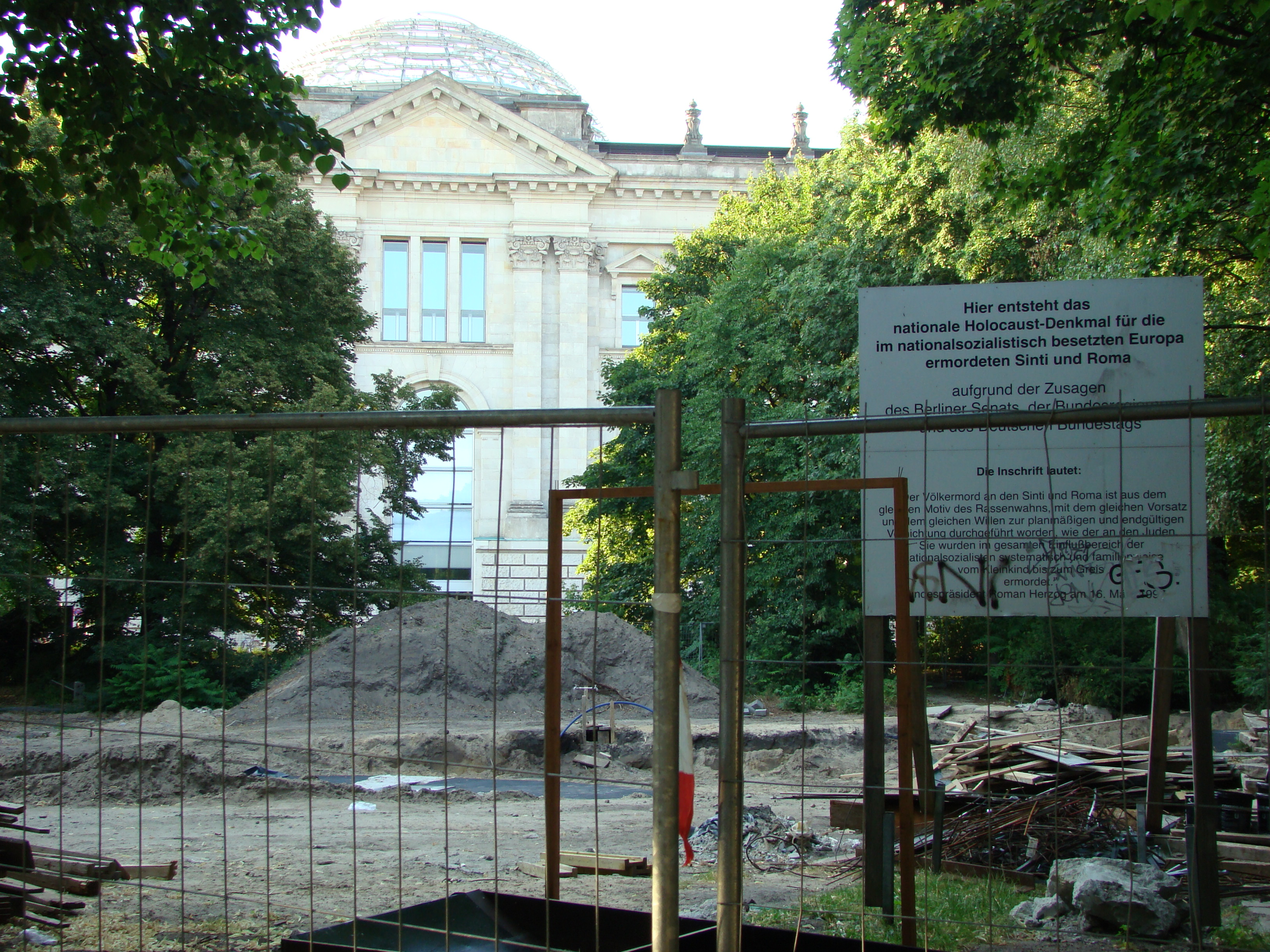
2008年，辛提人和罗姆人纪念碑正在建设中。背景是德国国会大厦。

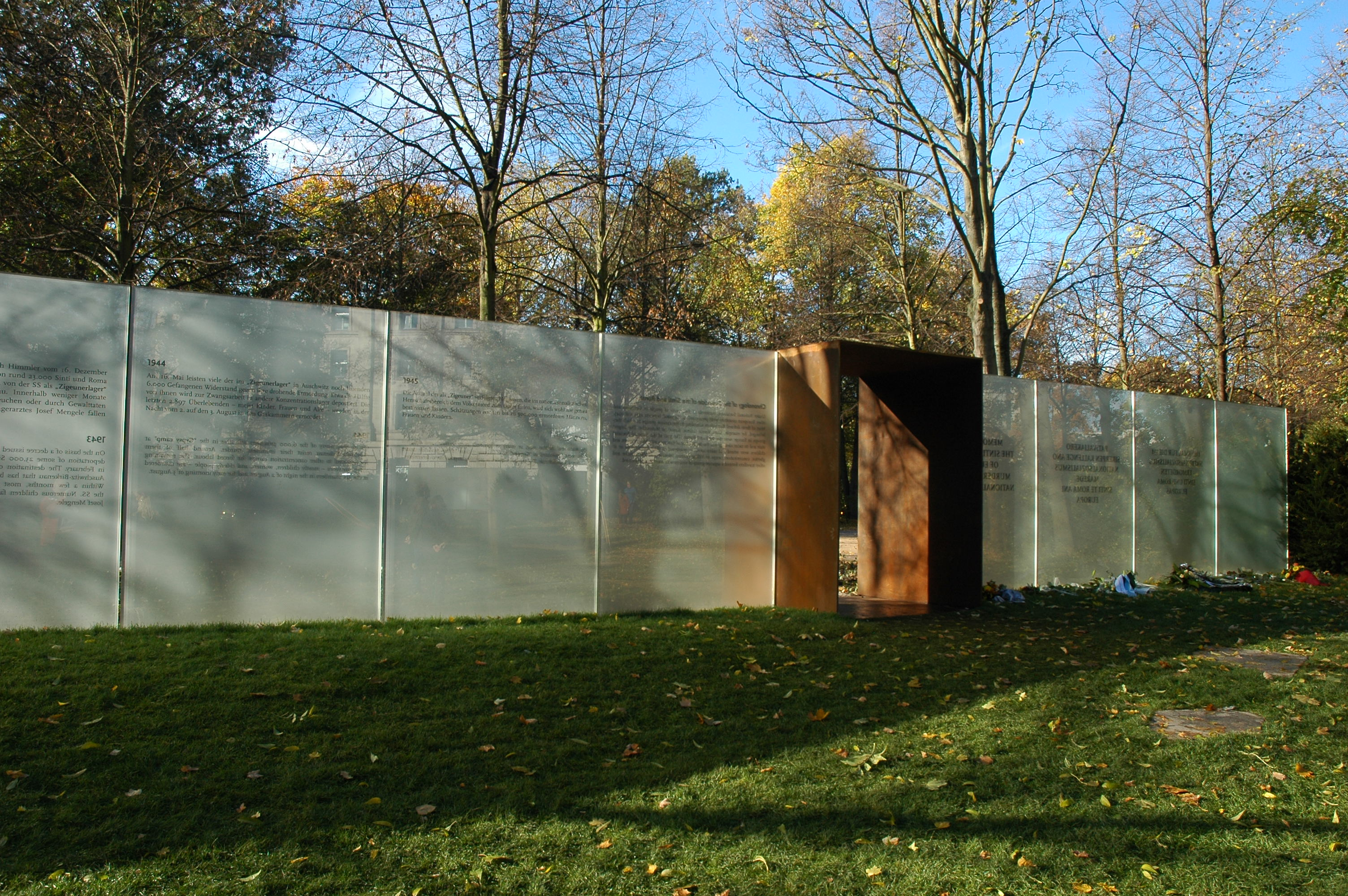
纪念地入口和周围的围墙上刻着的年表。

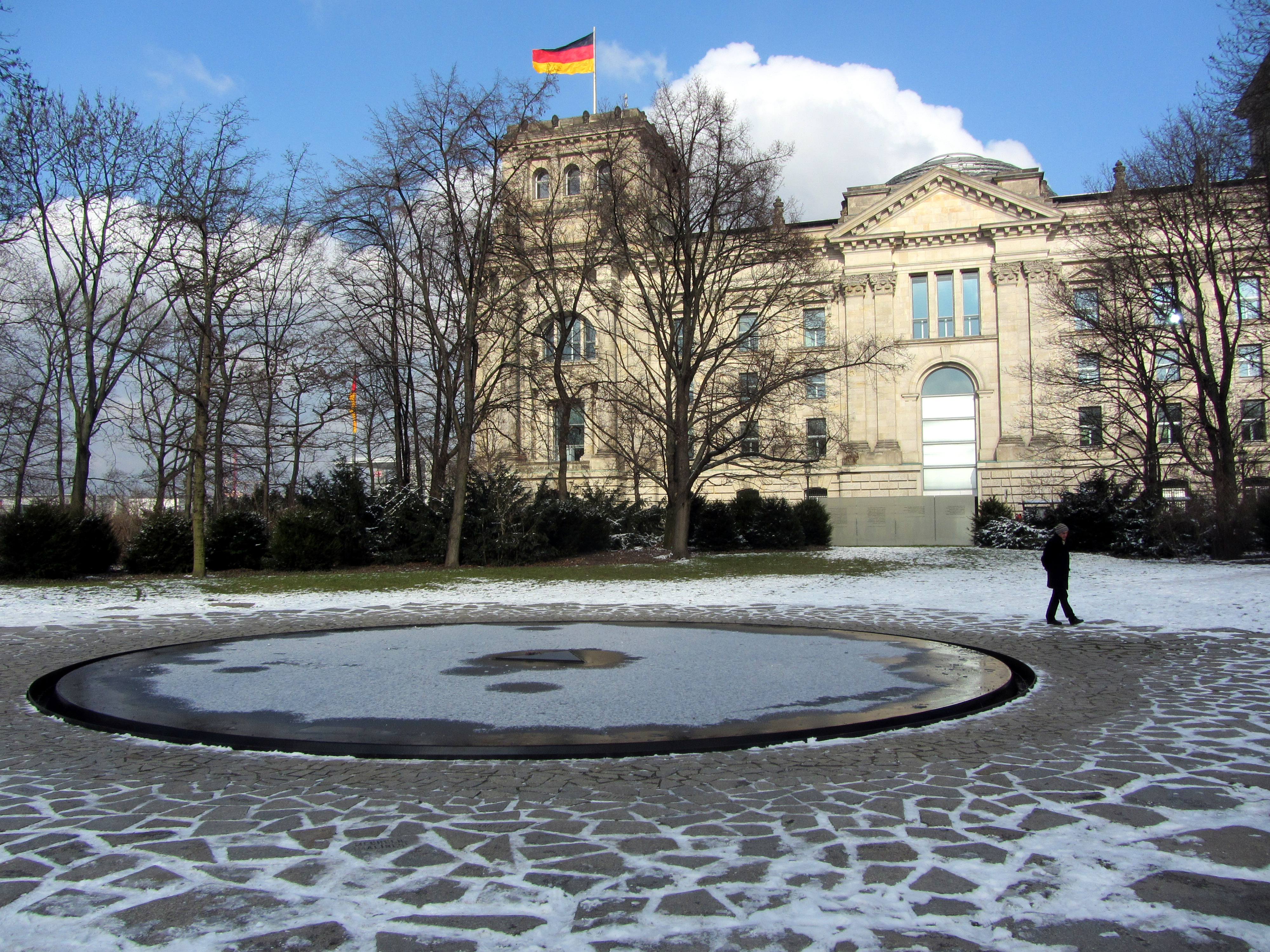
冬天的纪念地，背景是国会大厦。

1992年，德国联邦政府批准了德国联邦内政部的一项建议，即建造一座“纪念在纳粹的种族灭绝行动中罹难的辛提人和罗姆人的纪念碑”。德国辛提人和罗姆人中央委员会长期以来的要求终于得到了积极的回应。
关于纪念碑题词的内容，曾经存在很大的争议，其中的一个重点是如何称呼这个受迫害的群体。联邦政府曾计划称其为“茨冈人（Zigeuner）”，但遭到德国辛提人和罗姆人中央委员会和德国辛提人联盟的反对，认为这个称呼既不礼貌又不合理。另一个问题是针对罗姆民族和犹太民族这两个少数民族种族灭绝之间的比较：辛提人和罗姆人中央委员会提出异议，认为联邦政府所提议的题词内容在刻意回避这个政治迫害问题。战后吉普赛学家、政府顾问赫尔曼·阿诺德也支持中央委员会的反对意见。他认为，政府建议的题词试图对“茨冈人”做出这样含糊的安抚是不得当的，因为“茨冈人”本来就不单单是纳粹种族主义政策的受害者，而是遭受了来自多方面的持续的歧视和迫害。
在2006年关于纪念碑的讨论中，新成立的德国及欧洲迁徙民族（Jenische）联盟也提出了更多争议内容，他们致力于推动对“屠杀迁徙民族”的承认。他们称，有不同的欧洲迁徙民族曾被视为“茨冈人”而遭到追杀。随着争论愈演愈烈，各团体之间的团结也因此而变得愈发困难，因为规模较小的辛提人联盟现在有了一个盟友——德国迁徙民族联盟——来抗衡更有分量的辛提人和罗姆人中央委员会。
由于无法形成统一意见，最终，在德国联邦政府文化和媒体专员办公室的领导下，从慕尼黑现代历史研究所和科隆纳粹档案中心的资料中，整理出一个“辛提人和罗姆人种族灭绝年表”，并于2007年12月20日经德国联邦参议院一致通过。由历史学家撰写的年表，以历史研究的立场陈词，避免了由受害者及少数政治群体所作的自我陈述可能带来的偏颇，正如联邦文化专员所讲，这样才能“在最大程度上兼顾各受害者团体的诉求”。
- 年表一开始，并未直指具体民族，而只是描述一个“作为茨冈人”而受到追踪的欧洲少数族群，举例如辛提人、拉勒里人（Lalleri）、罗瓦拉人（Lovari）和马努施人（Manouches），进一步便以模糊的概念“罗姆人（Roma）”作为称谓。同时点明“国家社会主义国家的目标和它的种族主义意识形态”是“灭绝少数民族”。

- 年表的结尾是两段引文，分别出自前联邦总理赫尔穆特·施密特（1982年）和前联邦总统罗曼·赫尔佐克（1997年）的演说，将纳粹的罪行定性为对“辛提人和罗姆人”进行的一场“种族灭绝”[12]，它“和对待犹太人一样”，是“一场出于同样的种族狂妄心理、怀着同样的意图和意愿的有计划的、彻底的种族灭绝”（赫尔佐克）。藉由这段话，历史学家们表明了纳粹这场种族灭绝的独立性（德语：Historikerstreit）（Singularität）。否定了诸如冈特·路易（德语：Guenter Lewy）和耶胡达·鲍尔（德语：Yehuda Bauer）等一些历史学家的立场，将对罗姆少数民族的种族灭绝与对犹太人少数民族的种族灭绝活动区分开来。

- 和辛提人联盟的期望以及联邦政府最初的建议背道而驰，撰写年表的历史学家们最终还是参照纳粹文献中既有的说法，只用“茨冈人”这个本源概念入文。所谓“本源概念”，是说“茨冈人”最初作为狭隘种族主义思想下的一个定义，描述了罗姆人在种族上的少数性（ethnische/rassische Minderheit）[13]。这个词如今虽依然被使用，但含义已经和纳粹时期有所不同。从实践社会学（德语：Soziographie）的角度讲，如今的“茨冈人”是包括罗姆民族以及其他若干族群在内的一个统称。历史学家们明确表示他们在年表中使用的“茨冈人”，只涉及其历史上的指代意义，和今天的人无关。但即使如此，辛提人和罗姆人中央委员会依然坚持拒绝这样的用法[14][15]。

- 在引文的结尾，历史学家说，受到迫害的对象包括“迁徙民族（Jenische）若干独立受害群体的成员以及其他流浪人员”，这些人虽然不属于一个集体，但各自都是“追杀迫害行动”的受害者。引文之后的年表，则既不直接探讨这些群体，也不间接言说那些用“跟茨冈人一样到处流动的流浪人员”来描述的艺术家（德语：Artist (Darsteller)）或流动艺人（德语：Schausteller）[16]。引文结尾的这句话，是历史学家们对迁徙民族联盟诉求的回应，但也藉此与他们保持距离。而在纪念碑的纪念对象——欧洲罗姆人那里，这句附加的话却备受争议，因为无论迁徙民族这个少数民族本身，还是其中的一支，实际上都不属于罗姆民族。

## 工程和后期维护

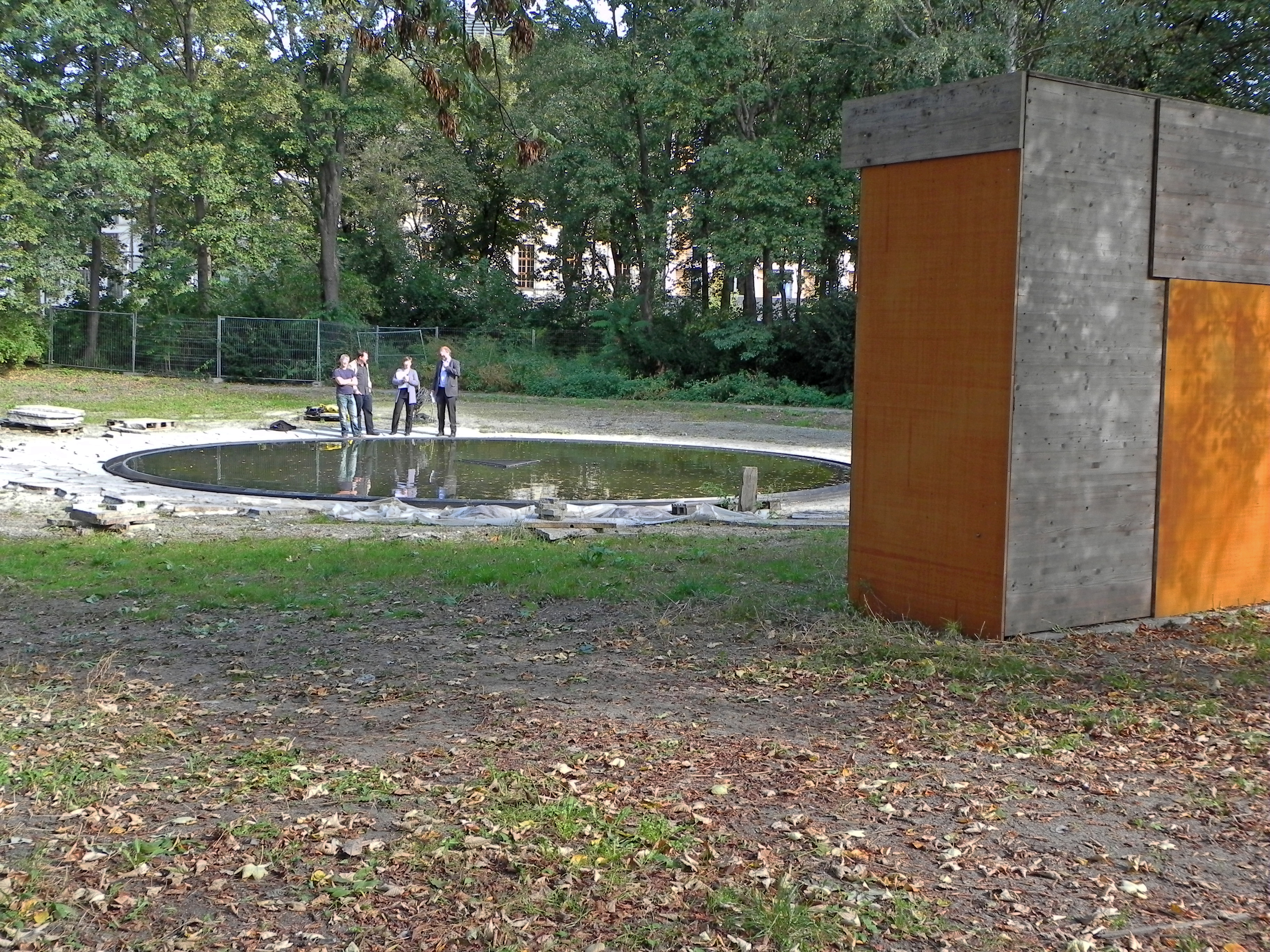
2011年10月正在建设中的纪念地。

因意见不合和长期争论不休，本计划于2004年就开工建设的辛提人和罗姆人纪念碑，一直拖延到2008年12月19日才终于象征性开工，这一天也是联邦参议院官方为罗姆人种族灭绝计划遇害者设立的纪念日。此后，由于艺术家和工程实施方之间意见不合，竣工时间从原先计划的2009年推迟到2012年。柏林州政府负责工程的施工和管理。2012年10月24日，联邦总理安哥拉·默克尔和联邦总统约阿希姆·高克共同参与了纪念碑的揭幕仪式。纪念碑的后续维护工作由犹太人纪念碑基金会负责。

## 注解
1. ↑  《辛提人和罗姆人纪念碑——终于开建（Mahnmal für Sinti und Roma - Endlich Baubeginn）》 （页面存档备份，存于），n-tv，2008年12月14日。（德文）
2. ↑  《辛提人和罗姆人纪念碑——“我们现在有了一片地”（Mahnmal für Sinti und Roma - „Wir haben jetzt einen Ort“ ）》 （页面存档备份，存于），法兰克福汇报，2012年10月24日。（德文）
3. 1 2 3  《停止荒谬的文字争斗（"Absurden Streit um den Text beenden"）》 （页面存档备份，存于），taz.de，2005年1月13日。（德文）
4. ↑  《辛提人和罗姆人纪念碑开工建设（Baustart für Mahnmal für Sinti und Roma）》[]，Kölnische Rundschau online，2008年12月19日。（德文）
5. 1 2  时任文化部长Bernd Neumann在纳粹时期受迫害辛提人和罗姆人纪念碑开工仪式上的讲话[永久]，德意志联邦政府媒体和信息处档案，2008年12月19日。（德文）
6. ↑  赫尔曼·阿诺德：《错误的等同（Falsche Gleichsetzung）》，法兰克福汇报（需缴费阅读），2004年12月28日。（德文）
7. 1 2  德国及欧洲迁徙民族联盟主页 （页面存档备份，存于）。
8. ↑  辛提人联盟的意见书中，也只字未提迁徙民族（Jenische） （页面存档备份，存于）。（德文）
9. ↑  年表全文 （页面存档备份，存于），有版权保护。（德文）（英文）
10. ↑  《为辛提人和罗姆人的纪念碑开建》 （页面存档备份，存于），柏林晨邮报，2008年12月15日。（德文）
11. ↑  《16年后，纪念碑终于开工》，柏林晨邮报，2008年12月19日。（德文）
12. ↑  “辛提人和罗姆人”只是德语区常用提法，也是辛提人和罗姆人中央委员会推荐的名称，但罗姆人国际联盟认为“罗姆人”更合适。
13. ↑  年表的根据主要是1935年颁布和施行的纽伦堡法案（“异种民族是指所有其他民族，在欧洲的除了犹太人之外，其他的都是茨冈人。”）以及1938年针对清除茨冈人族群的希姆莱法令（Himmler-Erlass）。
14. ↑  《给辛提人和罗姆人的纪念碑：实在不行就不用题词》 （页面存档备份，存于），明镜在线，2005年2月25日。（德文）
15. ↑  辛提人和罗姆人中央委员会主席Romani Rose：《我们是辛提人和罗姆人，不是“茨冈人”（Wir sind Sinti und Roma, keine "Zigeuner"）》，法兰克福汇报，2005年3月23日。（德文）
16. ↑  对“迁徙民族（Jenische）”的确切定义并不存在。1982年，由当时的联邦青年、家庭及卫生部委托的一项针对辛提人社会现状的研究，同时也覆盖了社会上的“流浪人员”。这些人就包括“迁徙民族（Jenische）”、街头表演艺术家、小马戏团演员和流动艺人。至于这个群体的具体界定标准，则并不清晰。
Andreas Hundsalz和Harald P. Schaaf：《德意志联邦共和国辛提人社会状况（Soziale Situation der Sinti in der Bundesrepublik Deutschland）》（联邦青年、家庭及卫生部档案第129卷），斯图加特，1982年，第170页。
17. ↑  《为在纳粹时期遇害的辛提人和罗姆人纪念碑开工仪式》[永久]，德意志联邦政府媒体和信息处档案，第466号新闻稿，2008年12月19日。（德文）
18. ↑  《牢记罪行（An die Verbrechen erinnern）》[永久]，开工仪式新闻稿，德意志联邦政府媒体和信息处档案，2008年12月19日。（德文）
19. ↑  《水的颜色（Die Farbe des Wassers）》 的存檔，存档日期2013-05-19.，Harry Nutt，法兰克福评论报（Frankfurter Rundschau），2011年1月27日。（德文）
20. ↑  《辛提人和罗姆人纪念碑揭幕仪式》 （页面存档备份，存于），德意志联邦政府文化和媒体部通知，2012年10月9日。（德文）